# Gataca
Pour l’article ayant un titre homophone, voir Gattaca.
Gataca est un roman policier écrit par Franck Thilliez paru en 2011 aux éditions Fleuve.

## Présentation
Ce neuvième roman de Frank Thilliez est la suite du roman Le syndrome [E] avec les personnages de Franck Sharko et Lucie Henebelle. Il fait partie d'un diptyque sur la violence, étudiant sa propagation au fil des générations, qu'elle soit transmise génétiquement ou par un environnement culturel.
Épigraphes
Le roman débute par une citation de Richard Dawkins, « Les organismes vivants ont existé sur Terre, sans jamais savoir pourquoi, depuis plus de trois milliards d'années, avant que la vérité ne saute finalement à l'esprit de l'un d'eux » ; et un extrait du roman Le Nom de la rose d’Umberto Eco : « La science ne consiste pas seulement à savoir ce qu'on doit ou peut faire, mais aussi à savoir ce qu'on pourrait faire quand bien même on ne doit pas le faire. ».

### Début de l'intrigue
Lucie Henebelle a quitté la police, mais va aider Franck Sharko à enquêter sur l'homicide d'une étudiante en biologie. En préparant sa thèse, cette étudiante avait visité en prison plusieurs assassins pour les interroger et l'un d'eux est ensuite retrouvé mort dans d'étranges circonstances. Et ce n'est pas n'importe quel assassin, Lucie Henebelle l'a déjà croisé dans une précédente affaire sensible.

### Personnages principaux
- Lucie Henebelle    : Démissionnaire de la PJ de Lille,
- Franck Sharko      : Commissaire rétrogradé lieutenant au 36 quai des orfèvres,
- Nicolas Bellanger  : Chef de groupe au 36, nouveau chef de Sharko,
- Jacques Levallois  : Lieutenant, collègue de Sharko au 36,
- Pascal Robillard   : Lieutenant, collègue de Sharko au 36,

- Eva Louts          : chercheuse tuée au centre de primatologie où elle étudiait,
- Napoléon Chimaux   : Anthropologue.

### Éléments contextuels
Dans le roman, le chimpanzé Shery a appris la langue des signes, comme cela a été testé réellement lors d’expériences scientifiques avec des primates.

## Éditions
- Franck Thilliez, GATACA, Paris, Fleuve éditions, 14 avril 2011, 516 p. (ISBN 978-2-265-08743-9)[2].
- Franck Thilliez, GATACA, Paris, Pocket, coll. « Thriller » (no 15076), avril 2012, 606 p. (ISBN 978-2-266-22760-5)